# Melnyzja-Podilska
Melnyzja-Podilska (ukrainisch Мельниця-Подільська; russisch Мельница-Подольская/Melniza-Podolskaja, polnisch Mielnica oder Mielnica nad Dniestrem) ist eine Siedlung städtischen Typs im Rajon Ternopil der Oblast Ternopil im Westen der Ukraine südöstlich der Oblasthauptstadt Ternopil.

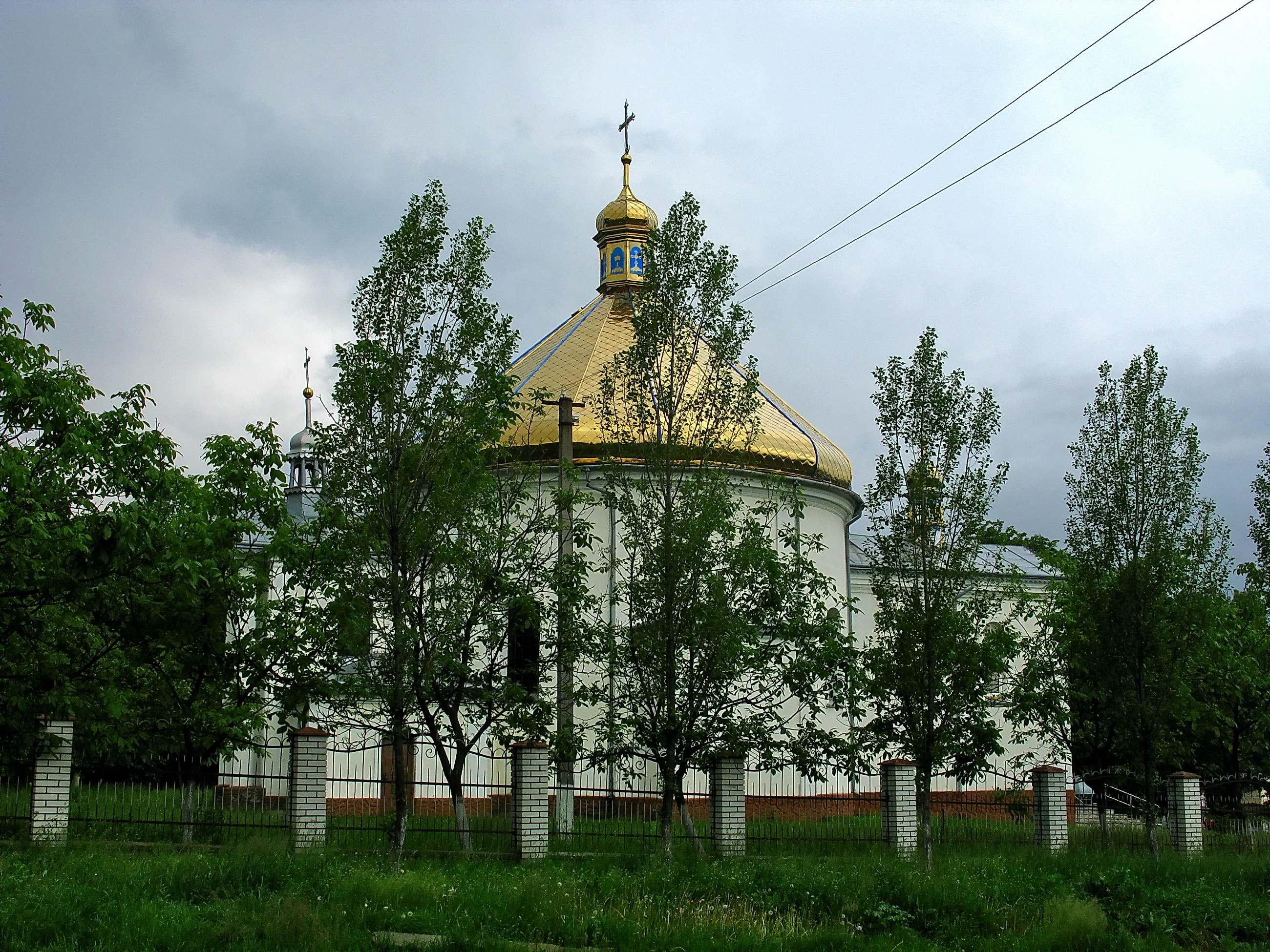
Kirche im Ort

Die Stadt Borschtschiw liegt etwa 25 Kilometer nördlich, westlich des Ortes fließt der Dnister.

## Geschichte
Der Ort wurde 1373 zum ersten Mal schriftlich erwähnt und gehörte zunächst zur Adelsrepublik Polen-Litauen (in der Woiwodschaft Podolien), die Magdeburger Stadtrechte wurden 1747 verliehen. Von 1774 bis 1918 gehörte er unter seinem polnischen Namen Mielnica zum österreichischen Kronland Galizien und war von 1854 bis 1867 Sitz einer Bezirkshauptmannschaft, danach wurde das Bezirksgebiet auf den Bezirk Borszczów aufgeteilt, im gleichen Jahr wurde ein Bezirksgericht im Ort eingerichtet, dieses bestand bis 1918.
Nach dem Ende des Ersten Weltkrieges kam der Ort zu Polen (in die Woiwodschaft Tarnopol, Powiat Borszczów), wurde im Zweiten Weltkrieg 1939 bis 1941 von der Sowjetunion und dann bis 1944 von Deutschland besetzt und hier in den Distrikt Galizien eingegliedert.
Im Januar 1940 wurde der Ort zur Rajonshauptstadt des Rajons Melnyzja-Podilska bestimmt, dieser bestand bis zu seiner Auflösung im Jahre 1962.
Nach dem Ende des Krieges wurde der Ort der Sowjetunion zugeschlagen, dort kam das Dorf zur Ukrainischen SSR und ist seit 1991 ein Teil der heutigen Ukraine. Nachdem das 1934 verliehene Stadtrecht nach dem Krieg wieder aberkannt wurde, bekam Melnyzja-Podilska 1960 den Status einer Siedlung städtischen Typs verliehen.

## Verwaltungsgliederung
Am 20. Juli 2015 wurde die Siedlung zum Zentrum der neugegründeten Siedlungsgemeinde Melnyzja-Podilska (Мельнице-Подільська селищна громада Melnyze-Podilska selyschtschna hromada). Zu dieser zählten auch noch die 19 in der untenstehenden Tabelle aufgelisteten Dörfer, bis dahin bildete sie mit dem Dorf Selene die gleichnamige Siedlungsratsgemeinde Melnyzja-Podilska (Мельнице-Подільська селищна рада/Melnyze-Podilska selyschtschna rada) im Süden des Rajons Borschtschiw.
Am 12. Juni 2020 kamen noch die 2 Dörfer Paniwzi und Sawallja zum Gemeindegebiet.
Seit dem 17. Juli 2020 ist sie ein Teil des Rajons Tschortkiw.
Folgende Orte sind neben dem Hauptort Melnyzja-Podilska Teil der Gemeinde:
| Name                     | Name        | Name                          | Name                                            | Name |
| ukrainisch transkribiert | ukrainisch  | russisch                      | polnisch                                        |      |
| ------------------------ | ----------- | ----------------------------- | ----------------------------------------------- | ---- |
| Biliwzi                  | Білівці     | Беловцы (Belowzy)             | Bielowce                                        |      |
| Boryschkiwzi             | Боришківці  | Борышковцы (Boryschkowzy)     | Boryszkowce                                     |      |
| Chudykiwzi               | Худиківці   | Худыковцы (Churdykowzy)       | Chudykowce                                      |      |
| Dnistrowe                | Дністрове   | Днестровое (Dnestrowoje)      | Wołkowce (ad Dzwinogród)                        |      |
| Dswenyhorod              | Дзвенигород | Дзвенигород (Dswenigorod)     | Dźwinogród                                      |      |
| Dswynjatschka            | Дзвинячка   | Дзвинячка (Dswinjatschka)     | Dźwiniaczka                                     |      |
| Horoschowa               | Горошова    | Горошова (Goroschowa)         | Horoszowa                                       |      |
| Kudrynzi                 | Кудринці    | Кудринцы (Kudrinzy)           | Kudryńce                                        |      |
| Latkiwzi                 | Латківці    | Латковцы (Latkowzy)           | Łatkowce                                        |      |
| Mychajliwka              | Михайлівка  | Михайловка (Michailowka)      | Michałówka                                      |      |
| Mychalkiw                | Михалків    | Михалков (Michalkow)          | Michałków                                       |      |
| Okopy                    | Окопи       | Окопы                         | Okopy Świętej Trójcy                            |      |
| Paniwzi                  | Панівці     | Пановцы (Panowzy)             | Paniowce                                        |      |
| Sawallja                 | Завалля     | Завалье (Sawalje)             | Zawale                                          |      |
| Sbrutschanske            | Збручанське | Збручанское (Sbrutschanskoje) | Nowosiółka Biskupia                             |      |
| Selene                   | Зелене      | Лесники (Lesniki)             | Zielona Olchowiecka                             |      |
| Trubtschyn               | Трубчин     | Трубчин (Trubtschin)          | Trubczyn                                        |      |
| Uroschajne               | Урожайне    | Урожайное (Uroschainoje)      | Babińce Dźwinieczkowskie, Babińce ad Dzwinogród |      |
| Ustja                    | Устя        | Устье (Ustje)                 | Uście Biskupie                                  |      |
| Wilchowez                | Вільховець  | Ольховец (Olchowez)           | Olchowiec                                       |      |
| Wyhoda                   | Вигода      | Выгода (Wygoda)               | Wygoda Boryszkowiecka                           |      |